# Victor Fleming
Victor Lonzo Fleming (* 23. Februar 1889 in Pasadena, Kalifornien; † 6. Januar 1949 in Cottonwood, Arizona) war ein US-amerikanischer Filmregisseur und Kameramann. Im Jahre 1939 drehte er mit Der Zauberer von Oz und Vom Winde verweht zwei Hollywood-Filmklassiker. Er wurde auf der Oscarverleihung 1940 in der Kategorie Beste Regie für Vom Winde verweht ausgezeichnet.

## Leben
Der Kalifornier Victor Lonzo Fleming – so benannt nach Victoria Sullivan, einer Cousine seines Vaters – war Sohn der deutschstämmigen Elizabeth Evaleen (gebürtige Hartman) und ihres Ehemannes William Alonzo "Lon" Fleming. Zunächst arbeitete Fleming als Automechaniker, bevor er ab 1910 erste kleinere Tätigkeiten beim Film übernahm. Seit 1911 war er unter anderem als Kameramann an vielen Produktionen von Allan Dwan beteiligt und stieg bis 1915 zum Chefkameramann der Triangle Film Corporation auf. Während der Zeit war er mitunter auch an Filmen von D. W. Griffith beteiligt. Nach dem Eintritt der USA in den Ersten Weltkrieg arbeitete er als Kameramann für das United States Army Signal Corps. An den Friedensverhandlungen in Paris nahm er als persönlicher Kameramann des US-Präsidenten Woodrow Wilson teil.

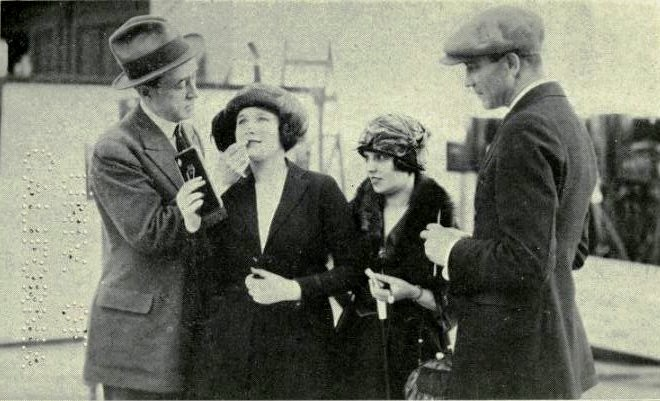
Victor Fleming (rechts) bei den Dreharbeiten zu Red Hot Romance (1922)

1920 wurde er Koregisseur für einige Filme von Douglas Fairbanks, um schon 1921 seinen ersten Film als hauptverantwortlicher Regisseur zu drehen. Seit 1925 war er für die Paramount tätig, wo er nicht nur eine stürmische Affäre mit dem größten weiblichen Star des Studios Clara Bow hatte, sondern auch Regie führte bei Mantrap und Hula. 1927 vertraute ihm das Studio die Regie für das amerikanische Debüt von Emil Jannings an, dem neuesten Import aus Deutschland nach Ernst Lubitsch und Pola Negri. Der Weg allen Fleisches war typisch für Jannings, der hier einen ehrenwerten Familienvater spielt, der durch seine eigene Gier und moralische Haltlosigkeit in Verzweiflung und Verderben gestürzt wird. Jannings gewann für seine Darstellungen in Der Weg allen Fleisches und Sein letzter Befehl aus dem Folgejahr den ersten Oscar als Bester Hauptdarsteller.  Kurz danach übernahm Fleming die Regie für die Verfilmung des bis dahin erfolgreichsten Broadwaystücks Abie’s Irish Rose, für dessen Filmrechte Paramount 500.000 US-Dollar gezahlt hatte.
Fleming gelang der Wechsel in den Tonfilm Ende der 1920er-Jahre gut und er drehte 1930 Common Clay mit Constance Bennett und ging 1932 zu MGM, wo gleich sein erster Film Dschungel im Sturm mit Jean Harlow und Clark Gable ein großer Erfolg wurde. Fleming drehte später noch einige Filme mit den beiden Stars. So führte er Harlow durch zwei ihrer besten Filme: Sexbombe von 1933 und Die öffentliche Meinung aus dem Jahr 1935. Mit Gable und Helen Hayes drehte er 1933 Die weiße Schwester.
Mitte der 1930er Jahre wurden Fleming einige Prestigeproduktionen anvertraut, so Manuel nach Rudyard Kipling Roman Captains Courageous, für den Spencer Tracy 1937 seinen ersten Oscar als Bester Hauptdarsteller erhielt und Der Testpilot aus dem Folgejahr, der die dramatische Liebesgeschichte zwischen Clark Gable, Myrna Loy und Spencer Tracy vor dem Hintergrund spektakulärer Flugszenen schilderte. Kurz danach übertrug das Studio ihm die Verantwortung für Der Zauberer von Oz. Es wurde der teuerste Film des Studios seit Ben Hur und machte aus Judy Garland einen Star. Die Dreharbeiten waren extrem langwierig und anstrengend, so dass Fleming sich danach für einige Monate zurückziehen wollte. Studiochef Louis B. Mayer persönlich ordnete an, dass er an David O. Selznick – Mayers Schwiegersohn – ausgeliehen wurde, um die Regie an der Produktion von Vom Winde verweht von George Cukor zu übernehmen. Cukor und Clark Gable kamen nicht gut miteinander aus, da sich dem Vernehmen nach Cukor zu intensiv um Vivien Leigh zu kümmern schien. Fleming kam zu einem kritischen Zeitpunkt, als die Kosten eskalierten und das Drehbuch einfach nicht fertig werden sollte. Er schaffte jedoch, den Film fast fertigzustellen, erlitt jedoch am Ende einen Nervenzusammenbruch. Die restlichen Szenen wurden von Sam Wood verantwortet. Dennoch erhielt Victor Fleming den Oscar als bester Regisseur.
Die Filme, die Fleming danach drehte, waren von unterschiedlicher Qualität. Arzt und Dämon wurde von der Kritik nicht gemocht und blieb im Gedächtnis, weil Sexsymbol Lana Turner die jungfräuliche Verlobte und die bis dahin in tugendhaften Rollen eingesetzte Ingrid Bergman eine Prostituierte spielte. Tortilla Flat aus dem Folgejahr war die Verfilmung des gleichnamigen Romans von John Steinbeck und präsentierte John Garfield und Hedy Lamarr in den Hauptrollen. Die Dreharbeiten zu Kampf in den Wolken von 1943 waren von zahlreichen Problemen überschattet. Van Johnson starb beinahe bei einem Autounfall, die beiden Stars Spencer Tracy und Irene Dunne kamen überhaupt nicht miteinander aus und die Produktionskosten eskalierten. Am Ende erwies sich der Film als erfolgreich an der Kinokasse. 1945 übernahm Fleming die Regie bei Mann ohne Herz, dem Comeback von Clark Gable nach der Rückkehr von der Armee. Man gab ihm mit Greer Garson den größten weiblichen Star des Studios zur Partnerin und warb mit dem Slogan „Gable’s back and Garson got him“. Am Ende wurde die Geschichte um einen Kriegsheimkehrer und eine altjüngferliche Bibliothekarin weder ein künstlerischer noch der erhoffte finanzielle Erfolg. Fleming verließ kurz danach das Studio und drehte nur noch einen Film. Johanna von Orleans, der für über 3 Millionen US-Dollar in Technicolor mit Ingrid Bergman als Titelheldin produzierte Film wurde, erwies sich am Ende als der größte Misserfolg in Flemings Laufbahn.

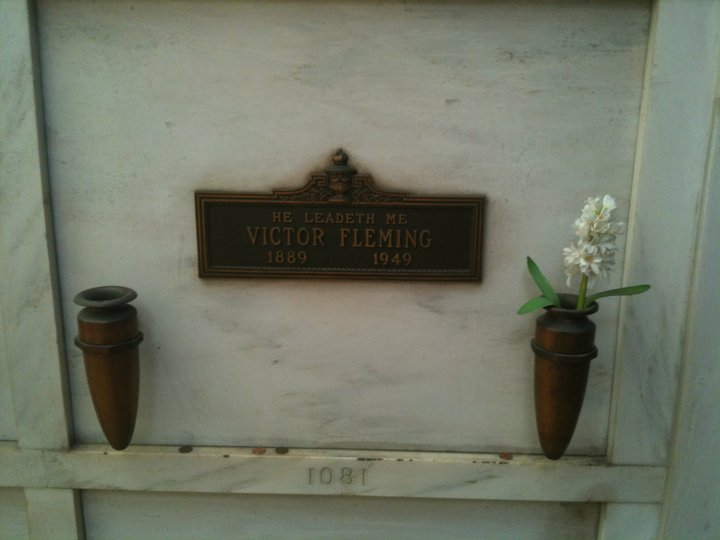
Victor Flemings Grabstein auf dem Hollywood Forever Cemetery

Kurze Zeit später verstarb Victor Fleming im Alter von 59 Jahren an einem Herzinfarkt. Er war seit 1933 in zweiter Ehe mit Louise Irana Niedermeyer verheiratet, sie hatten zwei Kinder.

## Stil und Rezeption
Im Gegensatz zu seinem Image als Macho mit zahlreichen Affären war er in der Lage, aus einigen Schauspielerinnen die besten Leistungen ihrer bisherigen Laufbahn herauszuholen. Louise Brooks erzählt in ihren Erinnerungen sehr freundlich über Fleming und seine Fähigkeiten als „Frauenregisseur“. Trotzdem ist es schwer, in seinen Arbeiten einen durchgehenden Stil, eine eigene Handschrift zu erkennen. Eher liegt die Vermutung nahe, dass Fleming gerade bei MGM als „troubleshooter“, also als Regisseur für komplizierte Vorhaben, die eher einen Organisator als einen künstlerischen Leiter brauchten, eingesetzt wurde. Darin wäre er zu vergleichen mit W. S. van Dyke und Michael Curtiz. Er sei bei MGM während der 1930er ein „verlässlicher Handwerker von unpersönlichen, aber ansehnlichen Filmen“ gewesen, schreibt beispielsweise der All Movie Guide.
Auf den 1997 und 2007 gewählten Listen des American Film Institute der besten amerikanischen Filme ist Fleming der einzige Regisseur mit zwei Filmen unter den Top Ten: Vom Winde verweht und Der Zauberer von Oz. Dennoch, so Fritz Göttler 2018 in der SZ, sei Flemings Name heute nur noch wenig bekannt. F. Scott Fitzgerald, der bei Vom Winde verweht mitarbeitete, war von Fleming beeindruckt und notierte: „Er war ein subtiler, wandlungsfähiger Apparat – der morgens Action drehen konnte mit zweitausend Statisten und nachmittags die Farben der Knöpfe an Clark Gables Mantel und die Schatten an Vivien Leighs Nacken bestimmte.“

## Filmografie
- 1916: Amerikanische Aristokratie (American Aristocracy)
- 1917: Der Wilde Westen (Wild and Woolly)
- 1920: The Mollycoddle
- 1921: Mama’s Affair
- 1921: Woman’s Place
- 1922: The Lane That Had No Turning
- 1922: Red Hot Romance
- 1922: Anna Ascends
- 1923: Dark Secrets
- 1923: Law of the Lawless
- 1923: To the Last Man
- 1923: Menschen zweier Welten (The Call of the Canyon)
- 1924: Bis zum letzten Mann (The Code of the Sea)
- 1924: Verwöhnte junge Damen (Empty Hands)
- 1925: The Devil’s Cargo
- 1925: Adventure
- 1925: A Son of His Father
- 1925: Lord Jim
- 1926: The Blind Goddess
- 1926: Mantrap
- 1927: Der Weg allen Fleisches (The Way of All Flesh)
- 1927: Hula
- 1927: The Rough Riders
- 1928: Dreimal Hochzeit (Abie’s Irish Rose)
- 1928: Die Fahrt ins Feuer (The Awakening)
- 1929: The Wolf Song
- 1929: Der Mann aus Virginia (The Virginian)
- 1930: Common Clay
- 1930: Renegades
- 1931: In 80 Minuten um die Welt (Around the World in 80 Minutes)
- 1932: The Wet Parade
- 1932: Dschungel im Sturm (Red Dust)
- 1933: Die weiße Schwester (The White Sister)
- 1933: Sexbombe (Bombshell) (ohne Nennung als Regisseur)
- 1934: Die Schatzinsel (Treasure Island)
- 1935: Die öffentliche Meinung (Reckless)
- 1935: The Farmer Takes a Wife
- 1937: Manuel (Captains Courageous)
- 1938: Der Testpilot (Test Pilot)
- 1939: Der Zauberer von Oz (The Wizard of Oz)
- 1939: Vom Winde verweht (Gone With the Wind)
- 1941: Arzt und Dämon (Dr. Jekyll and Mr. Hyde)
- 1942: Tortilla Flat
- 1943: Kampf in den Wolken (A Guy Named Joe)
- 1945: Mann ohne Herz (Adventure)
- 1948: Johanna von Orleans (Joan of Arc)